# Dirty Mind (film)
Dirty Mind is een Belgische, Nederlands gesproken dramafilm die zowel werd geschreven als geregisseerd door Pieter Van Hees. Het vormt de tweede aflevering in zijn thematische trilogie 'Anatomie van liefde en pijn', na Linkeroever uit 2008. Verhaaltechnisch staan de films los van elkaar.

## Verhaal
Diego Willems (Wim Helsen) is een vriendelijke en behulpzame, maar verlegen twintiger. Iedereen mag hem omdat hij altijd voor iedereen klaar staat, maar tegelijkertijd loopt iedereen om diezelfde reden over hem heen. Hij heeft weinig succes bij het vrouwelijk geslacht, hoewel hij op zijn manier wel contact probeert te maken. Overdag werkt Diego als technicien voor het lowbudget stuntteam van zijn broer Cisse (Robbie Cleiren), die probeert door te breken in de filmwereld. Als centrum van de aandacht in Team Cisse Crash windt die de vrouwen wel om zijn vinger. Zo ziet Diego met lede ogen aan hoe productie-assistente Kiki (Maaike Neuville) hem eerst afwijst, om vervolgens met Cisse een vluggertje te maken achter in hun auto. Ook thuis bij hun alleenstaande moeder Annie (Sien Eggers) overschaduwt Cisse zijn broer, die voor alle rotklusjes opdraait terwijl Cisse op de bank televisie kijkt.
Wanneer Diego op een middag meer mans probeert te worden door mee te gaan met de zelfhulpgroep 'Innerlijke man', prutst Cisse zelf met een elektrisch apparaatje en blesseert daarmee zijn hand. Hij kan hierdoor een stunt niet voluit doen, ondanks dat het voor het stuntteam van immens belang is juist deze keer indruk te maken. Daarom neemt Diego zijn plaats in. Voor hem kwam het telefoontje van zijn broer als geroepen, want 'Innerlijke man' bleek niets meer te zijn dan een pseudo-intellectueel excuus voor latente homoseksuelen om met elkaar op pad te gaan. Diego moet voor de stunt vanaf de eerste etage van een gebouw door een raam naar buiten springen. Daar moet hij landen op een stapel kartonnen dozen, om zijn val te breken. Hij springt alleen te vroeg, valt meters naar beneden en landt met zijn hoofd op een betonnen vloer.
Wanneer Diego in het ziekenhuis bij bewustzijn komt voelt hij zich een ander mens. Hij voelt zich sexy en wil voortaan Tony T (als in TNT) genoemd worden, omdat hij dat beter bij zichzelf vindt passen. Hij staat onder behandeling van experimenteel neuroloog David Vandewoestijne (Peter Van den Begin) en zijn assistente Jaana Ferrier (Kristine Van Pellicom), die meeloopt in verband met haar doctoraalstudie. Zij heeft 'Tony's' CT-scan bekeken en vermoedt dat hij frontaal syndroom heeft opgelopen. Dit idee wordt versterkt wanneer Tony vanaf het eerste moment dat hij haar ziet, nadrukkelijk begint te flirten en te pas en te onpas seksuele toespelingen maakt. Zijn plotselinge persoonlijkheidsverandering en ongeremdheid zijn typische symptomen bij een frontaal syndroom. Ferrier heeft toevallig net een experimentele methode ontwikkeld waarover ook Vandewoestijne enthousiast is. Hierbij wordt tijdens een relatief kleine hersenoperatie een elektrode ingebracht in de hersenen waarmee bijna alle symptomen van bijvoorbeeld frontaal syndroom bestreden kunnen worden. Tot een daadwerkelijke ingreep zal het voorlopig niet komen omdat Ferrier eerst zeker moet weten dat Tony frontaal syndroom heeft en zelfs dan moet hij nadrukkelijk toestemming verlenen voor een operatie. Tony zelf ziet er niets in omdat hij zich meer dan prima voelt, maar omdat hij als eerste stap alleen hoeft te komen opdagen op haar spreekuur stemt hij toe. Hij is namelijk erg onder de indruk van Ferrier en vastbesloten haar te veroveren. Een afspraak op haar spreekuur is voor hem een goed excuus om haar weer te zien.
Tony's nieuwe persoonlijkheid verandert zijn leven compleet. Hij is extravert, uitbundig, altijd vrolijk en gaat geen uitdaging uit de weg. Cisse vindt het prachtig dat zijn broer plotseling samen met hem rokkenjaagt en Annie is verheugd om te zien hoe goed haar zoon het naar zijn zin heeft vergeleken bij voorheen. Zij is buddy van de terminale aids-patiënt Jacques (Frank Vercruyssen) en ook hem vrolijkt Diego zonder enige terughoudendheid op. Team Cisse Crash staat daarbij aan de vooravond van een grote doorbraak, maar de eisen die aan de stunts gesteld worden gaan Cisse persoonlijk iets te ver. Geen probleem voor Tony. Hij wil ze met plezier doen en neemt Cisses plaats over als stuntman. Ondertussen gaat Ferrier overal met hem mee naartoe om te testen welke symptomen van frontaal syndroom hij wel of niet vertoont. Hoewel ze hem vertelt dat niet te doen, blijft Tony proberen haar te versieren, terwijl hij ook zijn ogen niet sluit voor andere vrouwen die op zijn pad komen. Ferrier blijkt niettemin zijn belangrijkste doelwit, vertelt hij ook Cisse. Ferrier is al tijden vrijgezel omdat ze al haar aandacht richt op haar doctoraalstudie. Haar moeder ziet dit graag anders en belt haar daar te pas en te onpas over op. Wanneer zij hoort over Tony, spoort ze Ferrier aan om vooral eens op diens avances in te gaan. Ferrier voelt haar vrouwelijke behoeftes als seksueel wezen ook wel steeds meer opspelen, maar richt haar flirtgedrag vooral op de getrouwde Vandewoestijne, niet op haar patiënt.
Naarmate Tony meer en meer typische symptomen vertoont, raakt Ferrier er ook meer en meer van overtuigd dat hij inderdaad frontaal syndroom heeft opgelopen tijdens zijn val. Ze begint er alleen zelf aan te twijfelen of ze hem hieraan wel moet opereren. Tony zelf heeft het beter naar zijn zin dan ooit en walgt van de oude, ingetogen Diego. Zijn broer, moeder en vader hebben hem nooit gelukkiger gezien. Vrouwen aanbidden hem bij de vleet en overal waar hij komt maakt hij mensen vrolijk met zijn humeur en gedrag. Aan de andere kant heeft Ferrier een map vol met gevallen van patiënten met frontaal syndroom wiens gebrek aan grenzen hun fataal is geworden, zoals een automobilist die zichzelf doodreed. Haar experimentele methode blijkt bovendien succesvol bij Parkinson-patiënt Depuydt (Mark Verstraete), die ze met een ingebrachte elektrode bijna helemaal kan laten stoppen met trillen.
Tony's ongeremdheid maakt niettemin dat zijn positieve invloed op het humeur van anderen niet blijft duren. Cisse voelt zich totaal weggecijferd in Team Cisse Crash, waar zijn naam inmiddels uit de teamnaam is verwijderd omdat het tegenwoordig allemaal om Tony draait. Bovendien ziet Kiki hem niet meer staan. Zij slaapt tegenwoordig met Tony. De nieuwe, jongere vriendin van Tony's vader - Brigitte (Sara De Bosschere) - werpt zich ook aan Tony's voeten en ook haar kan hij niet lang weerstaan. Zijn vader Roger komt daarom boos verhaal halen en wanneer zijn moeder Annie tussen beide wil komen, stompt Tony haar in haar maag. Tony zelf begint in te zien dat hij alles kapot aan het maken is, maar Ferrier is verliefd op hem geworden en raadt hem een operatie af. Vandewoestijne ziet in gedachten zijn naam al op allerlei wetenschappelijke publicaties prijken en wil wel koste wat het kost een elektrode bij Tony inbrengen. Die kan alleen geen toestemming voor een operatie meer verlenen nadat hij in een slecht voorbereide, in zijn eentje uitgevoerde autostunt crasht en bewusteloos vanuit het brandende wrak weer naar het ziekenhuis wordt gebracht.

## Rolverdeling
| Acteur                | Personage                        |
| --------------------- | -------------------------------- |
| Wim Helsen            | Diego / Tony T. Willems          |
| Robbie Cleiren        | Cisse Willems, Diego's broer     |
| Kristine Van Pellicom | Jaana Ferrier                    |
| Peter Van den Begin   | David Vandewoestijne             |
| Maaike Neuville       | Kiki                             |
| Sien Eggers           | Annie, Diego's moeder            |
| Peter Van den Eede    | Roger, Diego's vader             |
| Sara De Bosschere     | Brigitte, Rogers nieuwe vriendin |
| Frank Focketyn        | Charlie                          |
| Adriaan Van den Hoof  | Brecht                           |
| Koen Van Impe         | Regisseur                        |
| Bruno Vanden Broecke  | Dokter                           |
| Rik Willems           | Opnameleider                     |
| Mark Verstraete       | Mr. Depuydt, Parkinsonpatiënt    |
| Bas Teeken            | Producer                         |